# Edward Markiewicz (1893–1977)
Edward Dunin-Markiewicz (ur. 17 lipca 1893 w majątku Czudnica, zm. 21 listopada 1977 w Warszawie) – rotmistrz Wojska Polskiego, kawaler Orderu Virtuti Militari.

## Życiorys
Edward Dunin-Markiewicz urodził się 17 lipca 1893 roku w majątku Czudnica, w powiecie rówieńskim, w rodzinie Jana (1851–1914) i Nimfy z Abakanowiczów (1861–1919). Ukończył szkołę realną w Moskwie, studiował na wydziale rolnym UJ. Przed I wojną światową działał w Związku Postępowej Młodzieży Polskiej. Od 3 stycznia 1915 roku pełnił służbę w szwadronie kawalerii Legionu Puławskiego, a następnie w 1 pułku Ułanów Krechowieckich. W okresie od stycznia 1916 do 1 stycznia 1917 roku był słuchaczem kursu oficerów kawalerii w Idrzowietyrodzu. Po ukończeniu kursu powrócił do pułku i awansowany został na podporucznika. Od 10 lipca do 3 września 1918 roku był więziony przez bolszewików. 3 listopada 1918 roku przyjęty został do Wojska Polskiego i przydzielony do odtworzonego 1 pułku Ułanów Krechowieckich. 31 grudnia 1918 roku został ranny w czasie walk pod Przemyślem. 20 lipca 1919 roku mianowany został dowódcą plutonu osłony Naczelnego Wodza. We wrześniu tego roku objął dowództwo Szwadronu Przybocznego Naczelnego Wodza i Naczelnika Państwa. 12 lutego 1921 roku został dowódcą Oddziału Przybocznego Naczelnego Wodza i Naczelnika Państwa. 26 lipca 1922 roku został przeniesiony do rezerwy. W rezerwie został zweryfikowany w stopniu rotmistrza ze starszeństwem z dniem 1 czerwca 1919 roku (w 1924 roku zajmował 179. lokatę na liście starszeństwa oficerów rezerwowych kawalerii). W 1922 roku odznaczony po raz trzeci i czwarty Krzyżem Walecznych jako rotmistrz byłego 1 pułku ułanów I Korpusu Polskiego w Rosji.
Po przejściu do rezerwy pracował we własnym majątku ziemskim. W latach 1927–1930 pełnił urząd starosty drohickiego, w latach 1930–1935 był posłem na Sejm III kadencji II RP. Przed II wojną światową był także dyrektorem Polskiego Banku Komunalnego, prezesem Samorządowego Instytutu Wydawniczego, wiceprezesem Związku Powiatów RP, wiceprezesem Zrzeszenia Gospodarczego Samorządu Terytorialnego.
19 października 1918 roku ożenił się Filomeną z Pawlikowskich (1897–1977), z którą miał syna Jerzego (1922–1944). 
Zmarł 21 listopada 1977 roku w Warszawie. Spoczywa na cmentarzu Powązkowskim (kwatera 108-6-22,23).

## Ordery i odznaczenia
- Krzyż Srebrny Orderu Wojskowego Virtuti Militari nr 5314
- Krzyż Niepodległości (9 listopada 1932)[6]
- Krzyż Walecznych (czterokrotnie)[2]
- Złoty Krzyż Zasługi[2]
- Srebrny Krzyż Zasługi (4 maja 1929)[7]
- Medal Pamiątkowy za Wojnę 1918–1921[2]